# The Ark
The Ark je švédská glam rocková skupina založená v roce 1991. Patří mezi nejúspěšnější švédské formace. Frontman skupiny Ola Salo je jedním z nejpopulárnějších švédských zpěváků.
Skupina, která vydala celkem pět alb, se v roce 2011 rozpadla. Znovu se dala dohromady v roce 2020.
V roce 2007 reprezentovala Švédsko na Eurovision Song Contest 2007 v Helsinkách s písní „The Worrying Kind“, s níž obsadila 18. místo.

## Historie
Skupinu založil její frontman a zpěvák Ola Salo společně s Mikaelem Jepsonem a Lasse Ljungbergem, v té době bylo Salovi a Ljungbergovi čtrnáct let. Debutovali až v roce 2000 deskou We Are The Ark, které se během několika měsíců prodalo 173 000 kopií. O dva roky později úspěšně navázali albem In Lust We Trust, které rovněž sklidilo příznivé ohlasy fanoušků i kritiků. Na svém třetím albu State Of The Ark více využili syntetizátor a klávesy a odklonili se tak od glam rocku, který převažoval na předchozích deskách.
V roce 2007 The Ark zvítězili ve švédské soutěži Melodifestivalen a 12. května vystoupili na Eurovision Song Contest 2007 se singlem z alba Prayer For The Weeked, „The Worrying Kind“. Obsadili 18. místo se ziskem 51 bodů (včetně nejvyšších dvanáctibodových ocenění z Norska a Dánska).
Koncem roku 2010 kapela ohlásila ukončení kariéry. Poslední koncert v září 2007 navštívilo 15 000 diváků.
The Ark spolupracovali např. s kapelami The Darkness a The Cardigans. Vystupovali mimo jiné v USA či České republice (říjen 2007).

## Diskografie

### Studiová alba
- 2000: We Are The Ark
- 2002: In Lust We Trust
- 2004: State Of The Ark
- 2007: Prayer For The Weekend
- 2010: In Full Regalia
- 2011: Arkeology: The Complete Singles Collection

### EP
- 1996: Racing with the Rabbits

### Singly a EP
- 2000: „Let Your Body Decide“
- 2000: „It Takes a Fool to Remain Sane“
- 2000: „Echo Chamber“
- 2001: „Joy Surrender“
- 2001: „Let Your Body Decide“
- 2002: „Calleth You, Cometh I“
- 2002: „Father of a Son“
- 2002: „Tell Me This Night Is Over“
- 2003: „Disease“
- 2004: „One of Us Is Gonna Die Young“
- 2005: „Clamour for Glamour“
- 2005: „Trust Is Shareware“
- 2007: „Absolutely No Decorum“
- 2007: „The Worrying Kind“
- 2007: „Gimme Love To Give“
- 2007: „Prayer For The Weekend“
- 2007: „Little dysfunk you“
- 2010: „Superstar“
- 2010: „Stay With Me“
- 2011: „Breaking Up With God“
- 2011: „The Apocalypse Is Over“
- 2010: „Panta Mera“